# Harry Schaare
Harry J. Schaare, né le 23 mai 1922 à New York et décédé le 9 avril 2008 à Phoenix, est un illustrateur américain. 